# Drymaplaneta
Genre
Drymaplaneta est un genre de blattes.

## Systématique
Le genre Drymaplaneta a été créé en 1893 par le botaniste, mycologue et entomologiste polonais Johann Gottlieb Otto Tepper (d) (1841-1923).

## Liste d'espèces
Selon  Species File (22 octobre 2022) :
- Drymaplaneta communis Tepper, 1893
- Drymaplaneta heydeniana (Saussure, 1864)
- Drymaplaneta lobipennis (Princis, 1954)
- Drymaplaneta semivitta (Walker, 1868)
- Drymaplaneta shelfordi (Princis, 1954)
- Drymaplaneta variegata (Shelford, 1909)